# Мабика, Мвади
Мвади Мари Мабика (фр. Mwadi Marie Mabika; род. 27 июля 1976 года в Киншасе, Заир) — заирская и конголезская профессиональная баскетболистка, выступала в женской национальной баскетбольной ассоциации. На драфте ВНБА 1997 года не была выбрана ни одной из команд, однако ещё до старта дебютного сезона ВНБА подписала соглашение с клубом «Лос-Анджелес Спаркс», в котором провела почти всю свою карьеру. Играла в амплуа атакующего защитника и лёгкого форварда.

## Ранние годы
Мвади Мабика родилась 27 июля 1976 года в городе Киншаса, столице Заира, впоследствии ДР Конго, а училась она там же в средней школе Массамба, в которой выступала за местную баскетбольную команду.